# ناصر مقدم

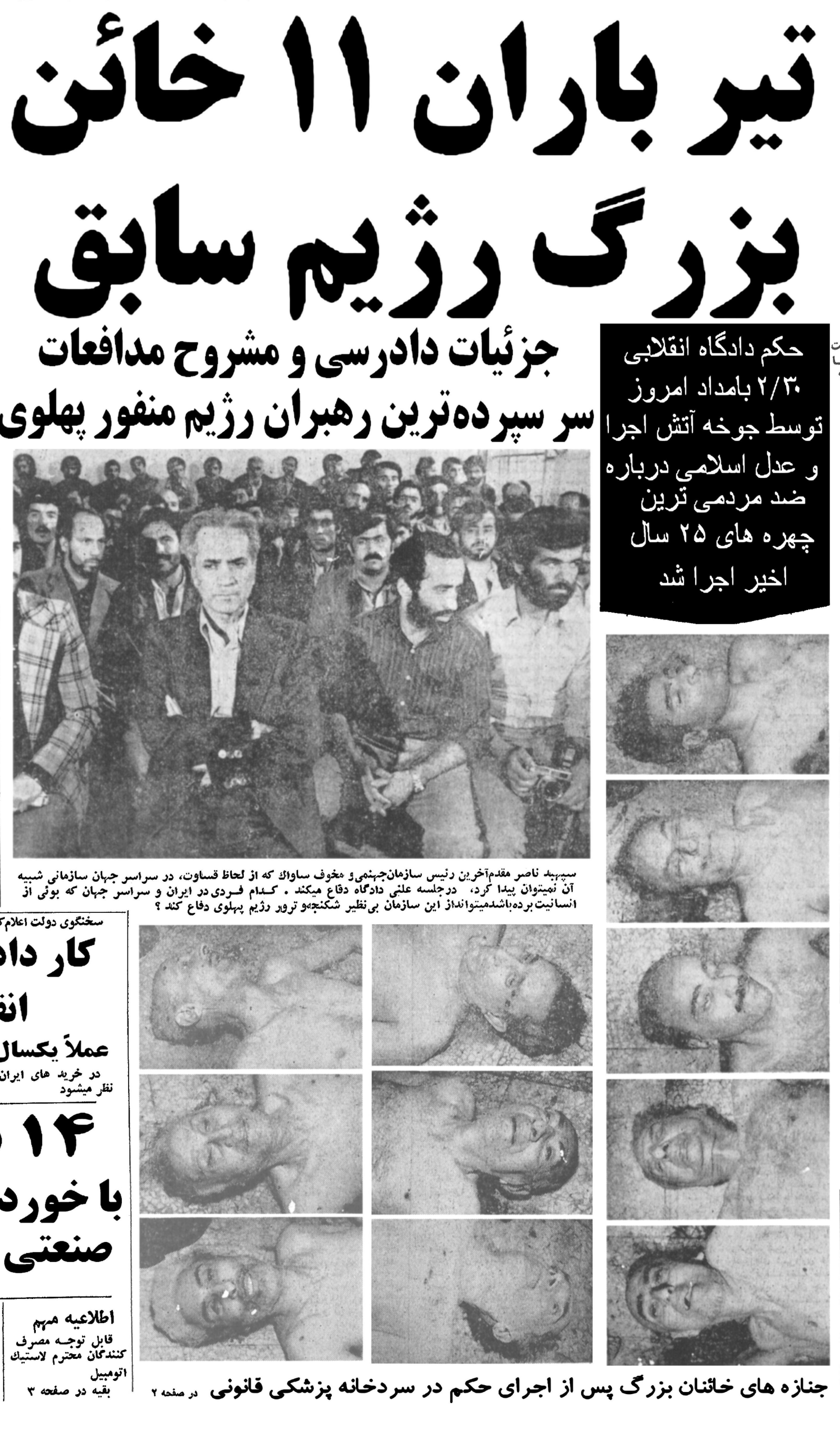
تیمسار ناصر مقدم در زندان قصر سال ۱۳۵۸

ناصر مقدم (زاده ۳ تیر ۱۲۹۷ در تهران – درگذشته ۲۱ فروردین ۱۳۵۸ در تهران)سپهبد نیروی زمینی شاهنشاهی، معاون نخست‌وزیر و چهارمین و آخرین رئیس سازمان اطلاعات و امنیت کشور (ساواک) بود. وی بلافاصله پس از انقلاب ۱۳۵۷ ایران دستگیر و در فروردین ۱۳۵۸ اعدام شد. تیمسار مقدم از امضا کنندگان اعلامیه بی‌طرفی ارتش در ۲۲ بهمن ۱۳۵۷ بود.

## زندگی‌نامه
ناصر مقدم فرزند یعقوب در ۳ تیرماه سال ۱۲۹۷ متولد شد، تحصیلات نظامی خود را در دانشکده افسری و دانشگاه جنگ و فرماندهی عالی و ستاد مشترک به پایان رسانید و علاوه بر تحصیلات نظامی در رشته حقوق از دانشگاه تهران فارغ‌التحصیل شد. پس از قیام ۱۵ خرداد ۱۳۴۲ به ریاست اداره سوم ساواک منصوب شد که پیگیری فعالیت‌های روحانیون و مبارزان مذهبی را نیز به عهده داشت. مقدم تا پایان سال ۱۳۴۹ در این سمت باقی‌ماند. 
در سال ۱۳۵۰ از ساواک به ارتش بازگشت و به عنوان رئیس اداره دوم ستاد مشترک ارتش، مسئولیت امور «اطلاعات و ضداطلاعات» ارتش را به عهده گرفت و تا درجه سپهبدی پیش رفت. سپهبد ناصر مقدم در اواسط خرداد ماه ۱۳۵۷ به جای نعمت‌الله نصیری به ریاست ساواک منصوب شد.

## در جریان انقلاب

### چرخش بسمت انقلابیون
به گفته هوشنگ نهاوندی سرتیپ مقدم پس از انتصاب شریف امامی به نخست‌وزیری تغییر مسیر داده و بسمت انقلابیون متمایل شد. با بازرگان و طالقانی جلساتی داشته پولی را که امیر قطر برای جلوگیری از انقلاب در اختیارش قرارداده بود به محمود طالقانی داده بود. با اینحال نهاوندی در ادامه اضافه می‌کند هرچند شرح وقایعی که دادم چیزی دیگریست ولی معتقدم که مقدم خائن نبوده است:

خائن بالفطره مقدم به‌نظر من نبود. مقدم شخصی بود که بسیار دل‌شکستگی پیدا کرده بود چون خودش آدم بسیار درستی بود. آدم پاکی بود. آدم وطن‌پرستی بود. و بعد از اینکه دید هیچ‌کدام از آن حرف‌هایی که زده، که سال‌ها می‌گفت و بعد هم به‌هرحال نوشت، انجام نشد و رهایش کردند، به نظر من خواست یک جوری رژیم جدید را مانع این بشود که، به اصطلاح، دستگاه سازمان امنیت را در قالب رژیم جدید نگه دارد و شاید یک کارهایی را در قالب همین رژیم بتواند انجام بدهد. این تفسیر شخصی من دربارهٔ مقدم. 
تیمسار محسن هاشمی نژاد از فرماندهان گارد جاویدان در مصاحبه ای که بعد از انقلاب داشته دربارهٔ مقدم گفته است که او در کوران انقلاب تا جایی که توانست تلاش کرد در جبهه شاه، کشور و ارتش را حفظ کند ولی وقتی دید نمی‌تواند در کنار شاه این هدف را محقق کند احتمالاً از روی وطن دوستی تصمیم گرفت به سمت انقلابیون تغییر جهت دهد و در جایگاه جدید هدفش را محقق کند.
پرویز یارافشار که با وقوع انقلاب دستگیر و در زندان هم سلولی ناصر مقدم بوده است مدعی شده است که مقدم دو شب قبل از اعدام به او گفته است: اینها من را نمی‌کشند چون تمام پرونده‌ها را دست نخورده بهشان تحویل دادم!

### تأسیس سازمان امنیت جدید
به‌گفتهٔ هوشنگ نهاوندی سرتیپ مقدم دفتری تحت عنوان دفتر ساختمانی در خیابان نادرشاه تأسیس کرده بود که در آن به‌همراه سرتیپ کاوه و سرتیپ فرازیان مشغول پایه‌ریزی ساواما یا اداره اطلاعات جدید برای جمهوری اسلامی بود

### فرستادن پیام خصوصی برای خمینی
حسینعلی منتظری گفته است قبل از حرکت به پاریس (احتمالاً اوائل بهمن ۵۷) تیمسار مقدم در منزل مرتضی مطهری با وی دیدار کرده از او می‌خواهد سه پیام را به خمینی برساند:
1. به کارکنان اعتصابی شرکت نفت دستور دهید حداقل برای مصرف داخلی نفت تولید کنند چون بزودی در سرمای زمستان مردم مشکل پیدا خواهند کرد.
2. ما از کمونیستها خاطره سوء داریم لطفاً آنها را به اطراف خود راه ندهید.
3. اینکه شما روحانیون وجوهات شرعی را به افراد می‌دهید اشتباه است؛ بهتر است آن را برای ایجاد  کارخانجات تولیدی، صرف کنید و از درآمد آن به آن‌ها کمک کنید.[۱۳]

## بی‌طرفی ارتش
مقدم از جمله ۲۷ امیر ارشد ارتش بود که نامه بی‌طرفی ارتش شاهنشاهی را امضا کرد. وی در سمت معاون نخست‌وزیر و رئیس سازمان اطلاعات و امنیت کشور چنین گفت:
- مدتی است آقای نخست‌وزیر سازمان اطلاعات و امنیت کشور را عملاً منحل کرده‌اند و لایحه انحلال سازمان امنیت هم چند روز پیش از تصویب مجلس گذشت. در حقیقت سازمان امنیتی وجود ندارد و تمام پرسنل این سازمان در سطح کشور بلاتکلیف و سرگردان هستند.
- مردم در نقاط مختلف به ادارات سازمان امنیت حمله نموده، ضمن غارت وسائل، ساختمانها را آتش می‌زنند.
- مخالفان به خانه‌های رؤسا و پرسنل ساواک نیز حمله می‌کنند، زندگی خود و خانواده‌هایشان در خطر می‌باشد.
- خودم هم که الساعه درخدمت تیمساران هستم بلاتکلیف می‌باشم و در اجرای دستور تیمسار ریاست ستاد در اینجا حاضر شده‌ام و اطلاعاتی بیش از تیمساران ندارم تا به اطلاع شورا برسانم.»

## اعدام
پس از انقلاب ۱۳۵۷ وی دستگیر و در شامگاه ۲۱ فروردین ۱۳۵۸ اعدام شد.
‏در ۲۲ فروردین ماه ۱۳۵۸ ساعت دو و سی دقیقه بامداد ۱- سپهبد ناصر مقدم رئیس سازمان اطلاعات و امنیت کشور ۲- سپهبد بازنشسته محمدتقی مجیدی به اتهام شرکت در دادگاه فداییان اسلام و نواب صفوی ۳- سپهبد علی حجت کاشانی رئیس سازمان تربیت بدنی به اتهام نابودی ورزش ۴- سرلشکر حسن پاکروان سفیر ‏۵- سرلشکر علی نشاط فرمانده گارد جاویدان ۶- سرلشکر حسین علی بیات نماینده مجلس شورای ملی ۷- عباس علی خلعتبری وزیر امور خارجه به جرم بستن قراردادهای ساختن راکتورهای اتمی ۸- عبدالله ریاضی رئیس مجلس شورای ملی ۹- سناتور علامه وحیدی ۱۰- منصور روحانی وزیر کشاورزی ۱۱- غلامرضا نیک‌پی شهردار تهران به جرم پیاده کردن پروژه «نقشه جامع تهران» مفسد فی الارض شناخته شدند و تیرباران گردیدند.